# Kyo (zespół muzyczny)
KYO – francuska grupa rockowa. Nazwa jest zainspirowana zamiłowaniem do anime i mangi.

## Historia
Zespół został założony w college w departamencie Yvelines, gdy dwaj bracia, Florian i Fabien Dubos, oraz ich dwaj przyjaciele: Nicolas Chassagne i Benoît Poher odkryli, że mają bardzo podobne zamiłowania - Nirvana, Pearl Jam, Rage Against the Machine i Soundgarden oraz manga. W 1997 spotkali swojego przyszłego managera, który przekonał przyjaciół o ich talencie i uzyskał dla grupy kontrakt z Sony. W 2005 roku zespół zawiesił działalność, w 2007 roku wydał kompilację największych przebojów. W 2013 roku grupa się reaktywowała.
Utwór KYO zatytułowany "Contact" został włączony do ścieżki dźwiękowej gry FIFA 06.

## Skład
- Florian Dubos - gitara basowa, wokal wspierający
- Fabien Dubos - perkusja
- Benoît Poher - wokal
- Nicolas Chassagne - gitara

## Dyskografia

### Albumy
- Kyo (2000)
- Le Chemin (2003)
- 300 Lésions (2004)
- Best of (2007)

### Single
- "Il est temps"
- "Je n'veux pas oublier"
- "Le chemin" (2003)
- "Dernière Danse" (2003)
- "Je cours" (2003)
- "Je saigne encore (Version 1)" (2004)
- "Je saigne encore (Version 2)" (2004)
- "Contact"" (2004)
- "Sarah"" (2004)

### DVD
- Kyosphère (2004)